# Четвертнянська сільська рада
| Четвертнянська сільська рада — орган місцевого самоврядування у Маневицькому районі Волинської області з адміністративним центром у с. Четвертня. Історична дата утворення: в 1944 році. Водоймища на території, підпорядкованій даній раді: річка Стир. Сільській раді підпорядковані населені пункти: - с. Четвертня - с. Криничне |

## Склад ради
Рада складається з 16 депутатів та голови.

### Керівний склад ради
| ПІБ                           | Основні відомості                                                                           | Дата обрання | Дата звільнення |
| ----------------------------- | ------------------------------------------------------------------------------------------- | ------------ | --------------- |
| Підвальна Степанія Михайлівна | Сільський голова, 1952 року народження, освіта, член Української Народної Партії            | 26.03.2006   | 31.10.2010      |
| Підвальна Степанія Михайлівна | Сільський голова, 1952 року народження, освіта вища, Всеукраїнське об'єднання «Батьківщина» | 31.10.2010   |                 |

Примітка: таблиця складена за даними джерела

## Населення
Згідно з переписом УРСР 1989 року чисельність наявного населення сільської ради становила 1914 осіб, з яких 910 чоловіків та 1004 жінки.
За переписом населення України 2001 року в сільській раді мешкало 1818 осіб.

### Мова
Розподіл населення за рідною мовою за даними перепису 2001 року:
| Мова       | Відсоток |
| ---------- | -------- |
| українська | 99,67 %  |
| російська  | 0,27 %   |
| білоруська | 0,05 %   |